# Franka Potente
Franka Potente (Münster, estat federat de Rin del Nord-Westfàlia, Alemanya, 22 de juliol de 1974) és una actriu i cantant alemanya.

## Biografia
Després haver estudiat art dramàtic, a l'escola Otto Falckenberg de Múnic i al Lee Strasberg Theatre Institute a Nova York, Franka Potente es fitxada per un agent de càsting a un club berlinès. L'any 1995, debuta a la pantalla gran amb el paper principal de la comèdia Nach Fünf im Urwald, per al qual rep el premi bavarès a la millor esperança femenina.
Després d'alguns telefilms a Alemanya, Franka Potente adquireix una notorietat internacional l'any 1998 gràcies al thriller Lola, rennt, dirigida per Tom Tykwer. Després d'aquest enorme èxit a Alemanya, que la veu recórrer els carrers de Berlín a la recerca del seu amic, l'actriu actua al film de terror Anatomia, a continuació al drama romantic La Princesa i el Guerrer, novament davant de la càmera de Tom Tykwer.
Segura amb el seu èxit internacional, Franka Potente destaca a Hollywood. Se la veu l'any 2001 als crèdits de Blow, amb Johnny Depp, però destaca en companyia de Matt Damon a Bourne Identity i The Borne Supremacy. Aparicions en grans produccions no la impedeixen evolucionar cap a films més intimistes, com el thriller Creep, l'any 2004, on es troba presonera del metro londinenc.
Ha format part del jurat internacional presidit pel director alemany Roland Emmerich en el 55è Festival de Berlín .
A la televisió, Potente ha protagonitzat la sèrie televisiva Copper (2012–2013) i Taboo (2017), i ha interpretat papers recurrents en les segones temporades de American Horror Story (2012) i The Bridge (2014). Actualment protagonitza Claws com la cap de la màfia russa Zlata Ostrovsky.

## Filmografia
Com a actriu
- 1995: Nach Fünf im Urwald
- 1996: Coming In
- 1997: Drei Mädels von der Tankstelle
- 1997: Une vie pour une autre (Henri Helman)
- 1997: Easy Day
- 1998: Opernball
- 1998: Lola rennt
- 1998: Bin ich schön?
- 1999: Downhill City
- 1999: Schlaraffenland
- 2000:  Anatomia (Anatomie)
- 2000: Der Krieger und die Kaiserin
- 2001: Blow (Ted Demme)
- 2001: Storytelling
- 2002: Tot el que vull (All I Want) amb Elijah Wood
- 2002: The Bourne Identity
- 2003: Blueprint
- 2003: Anatomie 2
- 2003: I Love Your Work amb Giovanni Ribisi, Nina Ricci
- 2004: The Bourne Supremacy
- 2004: Creep
- 2005:	A Life in Suitcases
- 2006: Elementarteilchen
- 2007: Unter der Sonne Australiens (Romulus, My Father)
- 2007: Eichmann
- 2007: L'ultimàtum de Bourne (The Bourne Ultimatum)
- 2007: The Shield (TV-Serie)
- 2008: The Argentine
- 2008: Che: Guerrilla
- 2008: Die Brücke
- 2009: Dr. House (tv-sèrie) 1r episodi de la 6a temporada
- 2010: Shanghai
- 2010: Small Lights
- 2016: The Conjuring 2
- 2017: Musa
- 2018: Between Worlds
- 2018: 25 km/h
- 2019: Princess Emmy

Com a directora
- 2006: Der die Tollkirsche ausgräbt. Debut com a directora, cinema mut.
- 2020: Home

Com a autora
- 2005: Los Angeles – Berlin. Ein Jahr. Briefwechsel mit Max Urlacher
- 2006: Der die Tollkirsche ausgräbt, Guió a pel·lícula

Com a música
- 1998: Wish (Komm zu mir) de Lola rennt. Duet ambThomas D.
- 1998: Running One, Running Two, Running Three de Lola rennt
- 1998: Easy Day amb els Bananafishbones
- 1998: Believe de Lola rennt
- 2001: Wish de Hals über Kopf